# Agoo
Agoo là một đô thị hạng 1 ở tỉnh La Union, Philippines. Theo điều tra dân số năm 2007, đô thị này có dân số 57.952 người trong 9.945 hộ.

## Các đơn vị hành chính
Agoo được chia ra 49 barangay.
| - Ambitacay - Balawarte - Capas - Consolacion - Macalva Central - Macalva Norte - Macalva Sur - Nazareno - Purok - San Agustin East - San Agustin Norte - San Agustin Sur - San Antonino - San Antonio - San Francisco - San Isidro - San Joaquin Norte | - San Joaquin Sur - San Jose Norte - San Jose Sur - San Juan - San Julian Central - San Julian East - San Julian Norte - San Julian West - San Manuel Norte - San Manuel Sur - San Marcos - San Miguel - San Nicolas Central - San Nicolas East - San Nicolas Norte - San Nicolas West | - San Nicolas Sur - San Pedro - San Roque West - San Roque East - San Vicente Norte - San Vicente Sur - Santa Ana - Santa Barbara - Santa Fe - Santa Maria - Santa Monica - Santa Rita (Nalinac) - Santa Rita East - Santa Rita Norte - Santa Rita Sur - Santa Rita West |